# 埃迪斯頓 (密西西比州)
埃迪斯頓（英語：Eddiceton）是位於美國密西西比州富蘭克林縣的非建制地區。

## 歷史
埃迪斯頓的郵局於1907年設立，其後於1983年停運。

## 地理
埃迪斯頓所處的海拔為高於海平面73米（即240英呎），而該地所採用的時區為UTC-6，即北美中部時區（CST）。同時該地設有夏令時間，為UTC-6調快一小時，即UTC-5（CDT）。